# 南寨乡 (灵寿县)
南寨乡，是中华人民共和国河北省石家庄市灵寿县下辖的一个乡镇级行政单位。

## 行政区划
南寨乡下辖以下地区：
马家庄村、良同村、院同村、南寨村、北寨村、秋山村和青廉村。